# De-Loused in the Comatorium
De-Loused in the Comatorium je první studiové album americké rockové skupiny The Mars Volta, vydané v červnu 2003 u vydavatelství Gold Standard Laboratories a Universal Records. Nahráno bylo v rozmezí let 2002 a 2003 ve studiu The Mansion v kalifornském Los Angeles a o produkci se starali Rick Rubin a Omar Rodríguez-López. Autorem obalu alba je Storm Thorgerson.

## Seznam skladeb
| Pořadí | Název                            | Délka |
| ------ | -------------------------------- | ----- |
| 1.     | Son et Lumière                   | 1:35  |
| 2.     | Inertiatic ESP                   | 4:24  |
| 3.     | Roulette Dares (The Haunt of)    | 7:31  |
| 4.     | Tira Me a las Arañas             | 1:28  |
| 5.     | Drunkship of Lanterns            | 7:05  |
| 6.     | Eriatarka                        | 6:20  |
| 7.     | Cicatriz ESP                     | 12:29 |
| 8.     | This Apparatus Must Be Unearthed | 4:58  |
| 9.     | Televators                       | 6:19  |
| 10.    | Take the Veil Cerpin Taxt        | 8:42  |

## Obsazení
Základní sestava
- Omar Rodríguez-López – kytara, baskytara
- Cedric Bixler-Zavala – zpěv
- Jon Theodore – bicí
- Isaiah „Ikey“ Owens – klávesy
- Flea – baskytara
- Jeremy Michael Ward – zvukové manipulace

Ostatní hudebníci
- Lenny Castro – perkuse
- John Frusciante – kytara, syntezátor
- Justin Meldal-Johnsen – kontrabas